# One Touch of Nature
One Touch of Nature er en amerikansk stumfilm fra 1909 af D. W. Griffith.

## Medvirkende
- Arthur V. Johnson som John Murray
- Florence Lawrence som Mrs. John Murray
- Marion Leonard
- Charles Inslee
- Harry Solter